# Källarv
Källarv (Stellaria alsine) är en växtart i familjen nejlikväxter. 